# Friedrich Kick
Friedrich Kick (21. června 1867 Praha – 8. října 1945 Beroun) byl pražský německý architekt a vysokoškolský pedagog na Německé vysoké škole technické v Praze. Od roku 1930 zastával funkci děkana.

## Život

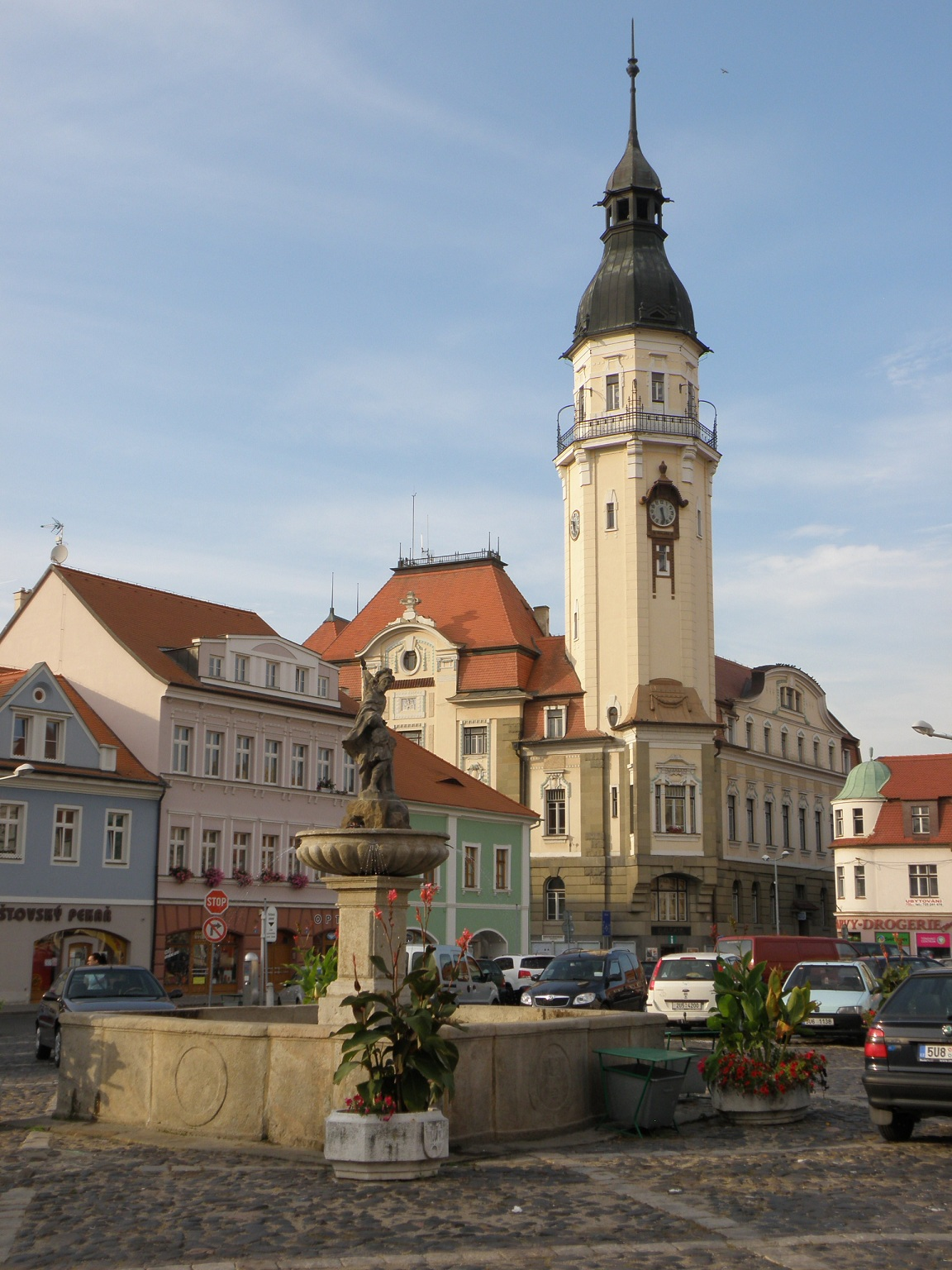
Radnice v Bílině

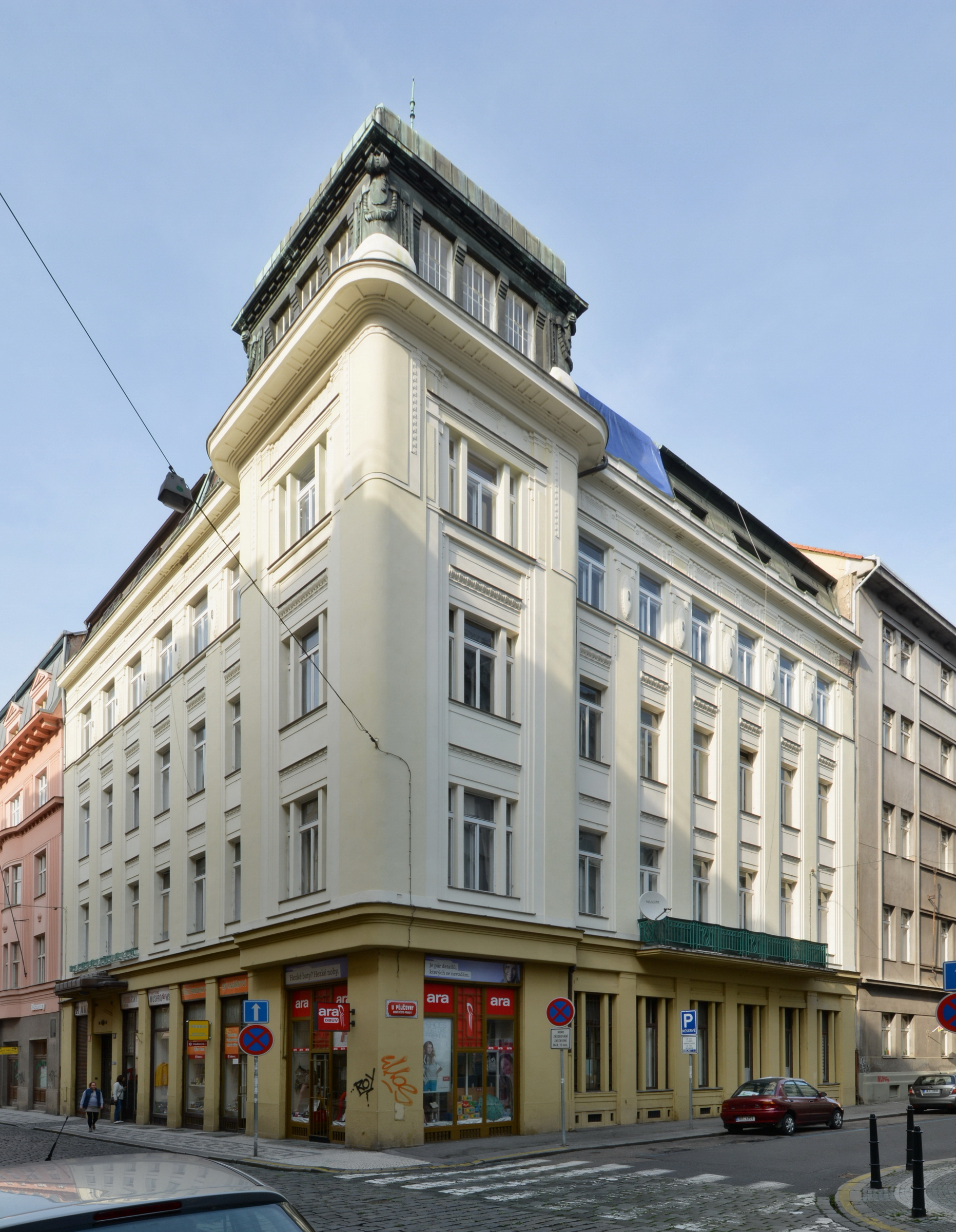
Obytný dům Růžová 7, Praha 1 - Nové Město

Friedrich Kick se narodil 21. června 1867 v Praze, v rodině Friedricha Kicka (* 1840 ve Vídni), profesora na pražské technice a Terezie roz. Vechiatto (* 1845 ve Vídni). Byl nejmladším ze tří dětí. V roce 1900 se v Děčíně oženil s Kateřinou, rozenou Franze (1873 v Děčíně – 1936 v Praze).
V letech 1886–1892 studoval na Německé vysoké škole technické v Praze (Deutsche Technische Hochschule in Prag), v letech 1892–1895 pokračoval ve studiu na Akademii výtvarných umění ve Vídni (Akademie der bildenden Künste Wien) u profesorů Carla Hasenauera a Otto Wagnera. V letech 1895–1896 podnikl studijní cestu po Evropě.
Od roku 1913 působil jako řádný profesor stavitelství užitkového a železničních staveb na Německé vysoké škole technické v Praze, od roku 1930 zastával funkci děkana.

## Dílo
- 1906 lesní kaple v Kundraticích u Litoměřic
- 1911 Radnice v Bílině
- 1911 Hrobka rodiny Gintl, Děčín-Dolní Žleb[7]
- 1912 Palác čp. 970 Růžová 970/7, Praha 1-Nové Město
- 1913 Vila prof. Otto Piffla v Lanškrouně[8]

### Soutěžní návrhy
- 1906 Soutěžní návrh na Chlapeckou a dívčí školu v Trnovanech (1. cena)
- 1906 Soutěžní návrh na městské divadlo v Ústí nad Labem (3. cena), publikováno v časopisu "Der Architekt"

## Spisy
- KICK, Friedrich. Die Baukunst in Sizilien, Band 1. Wien: Komissions Verlag Anton Schroll, 1903. 104 s. (německy)
- KICK, Friedrich. Alt-Prager Architektur-Detaile : Attika-Aufbauten, dachlucken Dächer, Giebel, Balkone etc. : Vierzig Tafeln in Lichtdruck. Serie 2. Wien: Verlag Anton Schroll, 1907 (?). 10 + 40 s. (německy)

(Český dobový tisk ocenil tuto Kickovu publikaci ve které, podle popisu v Národních listech, předvedl nezvyklé fotografie pražské barokní architektury, snímané z nejvyšších pater budov.)
- KICK, Friedrich. Die Bedeutung Deutsch-Prags für den Staat. Prag: A. Haase, 1918. 15 s. (německy)
- KICK, Friedrich. Das ländliche Eigenhaus. Prag : Reichenberg: Verlage des Vereines : Sudetendeutschen Verlag Franz Kraus, 1924. 22 s. (německy)